# Paracimexomys
Paracimexomys is een geslacht van uitgestorven zoogdieren uit de orde Multituberculata. Paracimexomys leefde tijdens het Krijt. De weinige fossiele resten komen uit Noord-Amerika. Sommige Roemeense fossielen werden ook voorlopig toegewezen aan dit geslacht, hoewel die classificatie nu twijfelachtig lijkt.
Het geslacht Paracimexomys ('nabij Cimexomys ') werd benoemd in 1982 door James David Archibald. Fossielen van Paracimexomys werden oorspronkelijk aan Cimexomys toegewezen, maar werden later verschillend genoeg geacht om een eigen geslacht te rechtvaardigen.

## Soorten
- Paracimexomys magister, 'de meester', ook bekend als Cimexomys magister Fox 1971. Overblijfselen werden gevonden in het Laat-Santonien (Laat-Krijt) van Utah. Het dier woog waarschijnlijk ongeveer honderd gram toen het nog leefde.
- Paracimexomys magnus, 'de grote', ook bekend als Cimexomys magnus Sahni 1972 - Gevonden in lagen van het Campanien (Laat-Krijt) van de Judith River-formatie in Montana.
- Paracimexomys priscus  is de combinatio nova van de typesoort Cimexomyx priscus Lilligraven 1969. De soortaanduiding betekent 'de oeroude'. Fossiele overblijfselen werden gevonden in het Maastrichtien (Laat-Krijt) van de Hell Creek-formatie, Montana. Overblijfselen werden voor het eerst gevonden in 1966. Het holotype UA 3231 bevindt zich in de collectie van de University of Alberta, waar de naam Cimexomys de voorkeur geniet. Het gewicht wordt geschat op zestig gram.
- Paracimexomys propriscus Hunter, Heinrich & Weishampel, 2010. De soortaanduiding verwijst naar het vermeende voorouder zijn van P. priscus. Het holotype is MOR 2530.

### Verkeerd toegewezen soorten
- Paracimexomys crossi Cifelli 1997. - Er zijn resten gevonden in de Antlersformatie uit het Midden-Krijt (Laat-Aptien tot Vroeg-Albien) van Oklahoma. Gebaseerd op een kleine tand, was dit het eerste gemelde zoogdier uit het Mesozoïcum van Oklahoma. Het is ook het oudst bekende lid van de informele Paracimexomys-groep. De soortaanduiding eert de gevangenisbewaarder Bobby Cross, die deze en andere fossielen heeft gevonden. Het holotype is OMNH 33454.
- Paracimexomys perplexus Eaton & Cifelli, 2001. Gevonden in het Laat-Albien tot Vroeg-Cenomanien (Laat-Krijt) in de Cedar Mountainformatie van Utah. De soortaanduiding verwijst naar de twijfelachtige verwantschappen. Het holotype is OMNH 27615.
- Paracimexomys robisoni  Eaton & Nelson, 1991- Gevonden in het Midden-Krijt van de Cedar Mountainformatie van Utah. De soortaanduiding eert Richard Robison. Dit type fossiel is te vinden in het Oklahoma Museum of Natural History. Dit dier ter grootte van een muis woog ongeveer vijfentwintig gram. Het holotype is UCM 54263.
- Paracimexomys bestia is nu de typesoort van Cedaromys.
- Paracimexomys? dacicus Grigorscu & Hahn, 1989. De soortaanduiding verwijst naar Dacia. Het materiaal bestaat uit twee kiezen uit Roemenië.